# 훌리건천국
훌리건천국은 포털사이트 다음에 만들어진 카페형 사이트이다. 다루는 주제는 대한민국의 대학교육, 수험생의 진학 지도, 대학 재학생에 대한 선배의 멘토링 등 다양한 부문에 걸쳐 있다. 가장 많이 다루어지는 주제는 대한민국의 대학서열에 관한 것으로, 수험생의 진학 및 대학 경쟁력 향상에 도움을 준다는 긍정적인 의견과 지성인답지 못한 행동이라는 부정적인 의견이 대립하고 있다. 2013년 7월 15일 기준으로 53,402명의 회원이 가입되어 있으며, 2009, 2010, 2012 다음 우수카페로 선정되었다.

## 역사

### 1990년대 ~ 2002년
1990년대 중반부터 하이텔, 천리안, 나우누리와 같은 PC통신 서비스를 통하여 지금의 훌천의 핵심이 되는 대학서열에 관한 이야기가 사람들 사이에 처음 언급되었다고 알려져 있다. 주로 '진학사' 게시판에 모여 대학 서열에 대한 이야기를 주고 받던 훌리건 들은, 진학사 관리자의 강력한 제재로, 진학사 아이디 '외영소녀'를 주축으로 '이사회의평판신', '일감호' 등이 협잡하여 2001년 후반 훌리건 천국으로 운영을 시작하였다.

### 2003년 ~ 2005년 말
대학입시를 맞아 진학사에서 2001년 말부터 인터넷으로 온라인 모의지원 및 합격예측 서비스를 시작하게 되었다. 그 결과 진학사가 게시한 배치표를 보면서 점수에 따라 대학을 일렬로 세워놓고 우열을 가리는 일이 실제로 가능하게 되었다. 이를 수험생 뿐 아니라 수험생의 부모가 확인할 수 있는 상황이 연출되면서, 정도만 다를 뿐 각 대학 재학생들은 자신이 속한 대학의 위치가 곧 자기 자신의 위치라고 판단하기 시작하였다. 이러한 사고과정은, 수험생의 부모는 대학 재학생보다 한 세대 위의 사람이므로 부모세대의 평가가 취업이나 승진, 유학과 같은 사회의 많은 영역에서 자신에게 내리는 평가라고 동일시함에 근거한 것이다.
훌리건천국은 개설 후 얼마 지나지 않아 양과 질 모두에 있어 급속하게 성장하였다. 수많은 자료가 훌리건천국의 데이터베이스에 저장되었으며, 특히 회원수 증가는 폭발적이었다. 2003년 대학수학능력시험 이후 회원수가 1만명을 돌파하였고, 2004년 중반 2만명, 2004년 말에는 7만 7천명, 2005년 말에는 총 회원수 10만여명에 달하는 거대 사이트로 거듭나게 되었다.
이 시기는 대한민국의 주요 미디어가 본격적으로 훌리건천국을 주목하게 된 때이기도 하다. 주요 기자들이 적어도 훌리건의 존재에 대해 인식하고 있었음은 학벌논쟁에 관한 2002년도의 오마이뉴스의 한 기사제목에서 확인할 수 있다. 이후 훌리건천국에 대한 기사들이 차츰 등장하게 되었는데, 한 기자는 훌천을 가리켜 "모든 분야에 있어 서열화를 조장시켜 사회문제를 일으키고 있다"고 비판적으로 서술하였다.

### 2005년 말
2005년 말, 배재대학교 총학생회가 훌리건천국의 운영진에 대해 학교에 대한 명예훼손을 언급하며 법적 절차를 밟겠다는 의사를 밝혔다. 이 사건 이후 얼마되지 않아 카페지기(카페의 우두머리)가 다른 이에게 카페를 매각한 사실이 새롭게 밝혀지게 된다. 새 매수자에 의해 사이트가 상업화 될 조짐을 보이자 구훌천의 나머지 운영진들이 함께하여 2005년 12월에 다음에 새로운 카페를 개설하게 되고, 이를 신훌천(posthoolis)이라 이름지은 뒤 운영을 재개하게 되었다.

### 2006년 ~ 2014년
2014년 기준으로 75000여명의 회원을 보유중이나 카페가 전반적으로 활성화가 잘 되어 있는 편은 아니다.

## 컨텐츠 소개
- 대학간의 1:1매치가 투표로 이뤄지는 '大學 VS 大學' 게시판이 있다. 대학이나 전공의 흥망이 시류에 의해 달라지는 경우가 많기 때문에 이미 치러진 대결의 결과라고 하여도 수년후에는 다른 결과를 나타내는 경우가 많다
- 서열도서관 & 게시판이 있다. 서열도서관에는 대학들의 아웃풋자료 및 기타자료가 있다
- 입시상담게시판이 있다. 이곳에서는 입시상담 및 조언을 받을 수 있다
- 생활게시판이 있다. 하위내용으로 취미, 자랑, 스포츠, 아싸게시판이 있다
- 상담게시판이 있다. 각종고민, 병무, 고시, 취업, 진학을 다루고 있다
- Beautiful UNIV.게시판이 있다. 회원들이 국내 & 국외 대학교 사진을 많이 올려둔 곳이다.
- (안)웃긴게시판이 있다. 일반적인 다른 사이트의 유머게시판과 비슷하지만, 훌리건천국회원들의 학력이 상대적으로 높기 때문에 같은 유머자료라고 하여도 다른 성향의 댓글을 볼 수가있다.

## 사회적 평가

### 부정적인 시각
- 검증되지 않은 자료의 유포: 검증되지 않은 자료가 사실인 것처럼 만들어져 유포되어 자료에서 불리한 대학의 위상에 치명적인 영향을 주는 경우가 있다.[7]
- 대학의 희화화: 훌리건천국의 회원들은 종종 타 대학을 희화화시키는 단어를 만들어 사용한다. 대표적인 것으로 열세대(연세대학교), 좆구려대(고려대학교), 서망대(서강대학교), 병균관(성균관대학교), 화냥대(한양대학교), 중망대(중앙대학교) 등이 있다. 이러한 점 때문에 훌리건천국을 방문했다. 자신이 속한 대학이 희화화되는 장면을 목격한 후, 심한 수치심을 느끼는 경우가 있다고 알려져 있다.[7]
- 학벌사회의 방조자: 대한민국은 현재 학벌사회나 다름없으며, 대한민국의 대학은 입학점수에 기초하여 사람들을 신분 사회로 몰아넣는데 간접적으로 기여하는 신분 판정기관이라는 견해가 있다.[8] 이 견해를 옹호하는 사람들은 훌리건천국을 가리켜 학벌에 기대어 마이너 영역에 속한 사람들을 영구히 아웃사이더로 격리하는데 주춧돌 역할을 하고 있다고 비판한다.

## 같이 보기
- 배치표
- 수능날만점시험지를휘날리자
- 오르비스 옵티무스
- 공신